# 布朗什峰
布朗什峰（法語：Dent Blanche）是本宁阿尔卑斯山脉的一座山峰，坐落于瑞士瓦莱州。它的主峰高度为4,357（14,295英尺），是阿尔卑斯山最高峰之一。